# Os Quatro Períodos do Dia

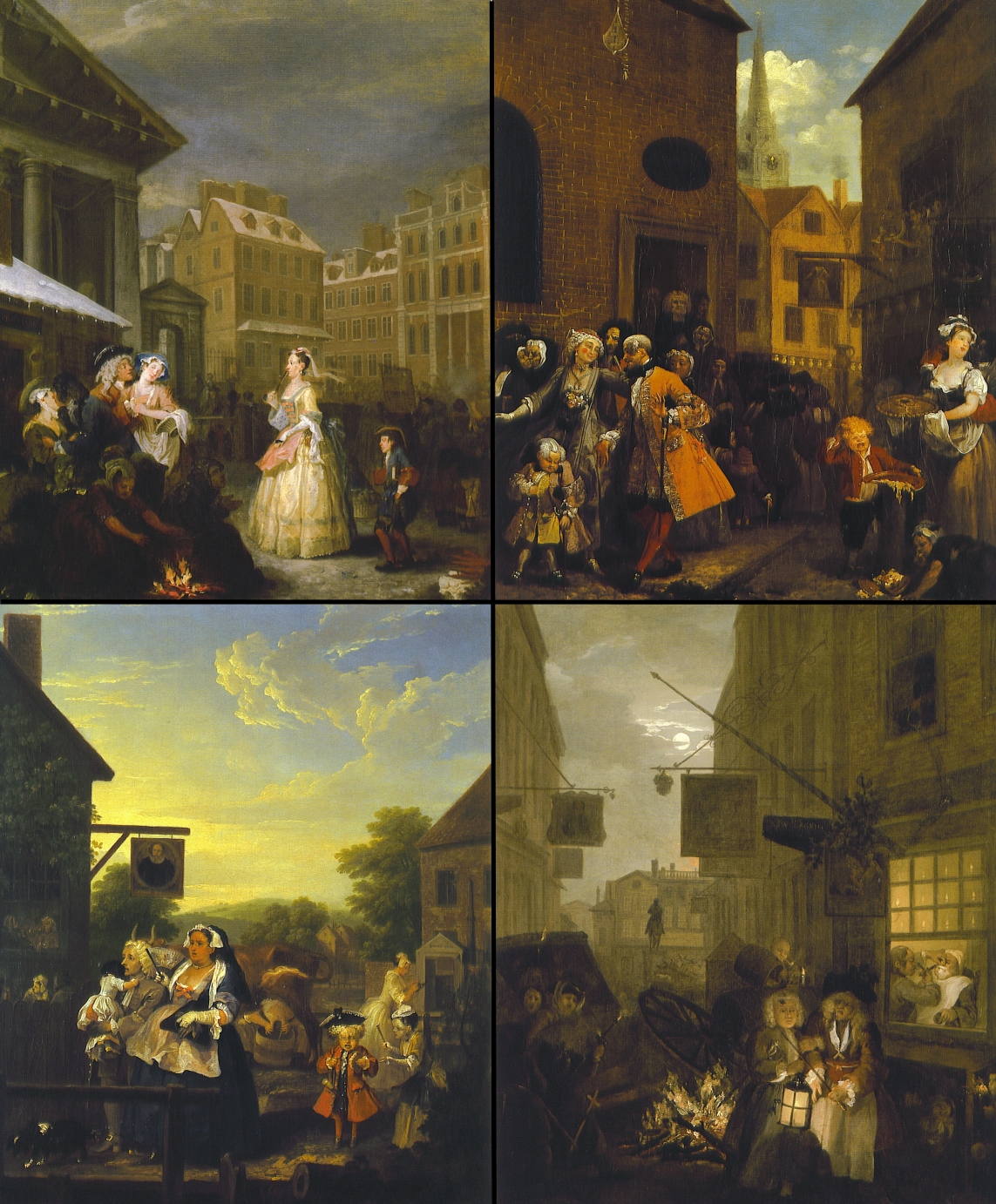
The paintings of Four Times of the Day (clockwise from top left: Manhã, Meio-dia, Tarde e Noite)

Os Quatro Períodos do Dia é um conjunto de quatro pinturas feiras pelo artista inglês William Hogarth. Pintadas em 1736, foram reproduzidas como uma série de quatro gravuras em 1738. São representações humorísticas da vida quotidiana nas ruas de Londres, dos caprichos da moda e da interacção entre ricos e pobres. Ao contrário de outros trabalhos de Hogarth como Evolução de uma Prostituta, Evolução de um Perdulário, Indústria e Ociosidade e Os Quatro Estágios da Crueldade, cujo tema é o indivíduo, esta obra foca-se na sociedade de uma cidade. Hogarth pretendia que esta série fosse humorística e não pedagógica; as pinturas não transmitem um juízo se os ricos ou os pobres são mais merecedores da simpatia dos espectadores: enquanto o principal foco de atenção de cada cena sejam as classes média e alta, não se assiste às comparações morais vistas em outros dos seus trabalhos.
As quatro pinturas representam cenas do dia-a-dia em vários locais de Londres conforme o dia vai decorrendo. A Manhã mostra uma mulher solteira hipócrita a dirigir-se para a igreja em Covent Garden passando pelos foliões da noite anterior; o Meio-dia mostra duas culturas em lados opostos da rua em St. Giles, Londres; a Tarde representa uma família de tingidores, mal-dispostos, depois de uma ida ao Teatro Sadler's Wells; e  a Noite mostra um maçom bêbado a ir para casa depois de uma noite de festa.